# Aucamville, Haute-Garonne
Aucamville är en kommun i departementet Haute-Garonne i regionen Occitanien i södra Frankrike. Kommunen ligger i kantonen Toulouse 14e Canton som tillhör arrondissementet Toulouse. År 2022 hade Aucamville 9 578 invånare.

## Befolkningsutveckling
Antalet invånare i kommunen Aucamville
Referens:INSEE